# Charles Cathcart, 8. baron Cathcart
Charles Cathcart, 8. baron Cathcart (Charles Cathcart, 8th Baron Cathcart) (1686 – 20. prosince 1740, Dominika) byl britský generál, politik a dvořan ze staré skotské šlechty. Vynikl jako důstojník ve válkách první poloviny 18. století, později dosáhl hodnosti generálmajora, zastával také funkce u dvora a v parlamentu.

## Životopis
Pocházel ze starobylého skotského rodu Cathcartů, který od roku 1452 užíval titul lorda, narodil se jako mladší syn 7. barona Cathcarta, jeho starší bratr Allan zemřel v dětství, po matce Elizabeth Dalrymple byl bratrancem maršála 2. hraběte ze Stairu. Od mládí sloužil v armádě a již v roce 1702 se připomíná jako kapitán. Zúčastnil se války o španělské dědictví pod velením vévody z Marlborough, v roce 1715 vynikl při potlačení jakobitského povstání ve Skotsku. Později byl lordem komořím Jiřího II. (1727–1733) a zastával čestné funkce ve Skotsku. Titul barona zdědil po otci v roce 1732, v letech 1734–1740 byl jedním z volených zástupců skotských peerů ve Sněmovně lordů (Representative Peer of Scotland). Souběžně postupoval v armádních hodnostech (brigádní generál 1735, generálmajor 1739). Za války o Jenkinsovo ucho byl jmenován vrchním velitelem v severní Americe proti španělskému vpádu, zemřel však cestou na ostrově Dominika, kde byl také pohřben. V literatuře se uvádí jako jeden z mála příkladů nepříliš bohatého skotského šlechtice, který na počátku vlády hannoverské dynastie dosáhl vlivného postavení v armádě, v politice a u dvora. Vysoké funkce zastávali i jeho potomci v několika generacích, jeho vnuk William Cathcart (1755–1843) byl významnou osobností napoleonských válek a v roce 1814 byl povýšen na hraběte.
Byl dvakrát ženatý, potomstvo měl jen z prvního manželství s Marion Shaw (respektive Schaw, 1700–1733). Synové dvojčata George a John narození v roce 1719 zemřeli v dětství, dědicem titulu byl další syn Charles Cathcart, 9. baron Cathcart (1721–1776), pozdější generál a diplomat, další syn Schaw Cathcart (1722–1745) padl v bitvě u Fontenoy.